# Baie des Glaçons
Die Baie des Glaçons (französisch für Bucht der Eiswürfel) ist eine Bucht im Osten der Île du Lion im Géologie-Archipel vor der Küste des ostantarktischen Adelielands.
Französische Wissenschaftler benannten sie nach der Struktur der in der Bucht schwimmenden Eisschollen.